# Sander Wuyts
Sanders Wuyts (Reet, 8 mei 1991) is een Belgische wetenschapper die onderzoek doet aan het Europees Laboratorium voor Moleculaire Biologie (EMBL).

## Biografie

### Studies
Wuyts groeide op in het Antwerpse Reet en zat op school op het Sint-Ritacollege in Kontich. Hierna begon hij aan zijn studies bio-ingenieurswetenschappen aan Universiteit Antwerpen en KU Leuven.
In 2019 behaalde hij zijn doctoraat in de bio-ingenieurswetenschappen met het onderzoek naar de goede bacteriën in gefermenteerd wortelsap.

### Persoonlijk
Wuyts groeide op in een gezin van zes, hij is de 3de van vier broers.

## Prijzen
- In 2018 won hij de DNA Data Storage Challenge (Davos Bitcoin Challenge)[5][6][7]
- Winnaar publieksprijs EOS pipet 2019